# Bookerpriset
Bookerpriset (engelska: Booker Prize), tidigare kallat Booker–McConnell Prize (1996–2001) och Man Booker Prize (2002–2019), är ett brittiskt litterärt pris instiftat 1969, som årligen tilldelas den författare som givit ut den enligt juryn bästa romanen på engelska som originalspråk under året. Fram till 2014 kunde endast författare från Samväldet eller Irland tilldelas priset, då det ändrades till att alla engelskspråkiga författare kan vinna, oavsett nationalitet.

## Bakgrund
Ursprunget är Booker-McConnell Prize efter företaget som instiftade priset om £21 000. Priset administreras sedan 2002 av den oberoende stiftelsen the Booker Prize Foundation (BPF). Under en period sponsrades priset av Man Group, som valde att behålla begreppet "Booker" efter den tidigare sponsorn men att lägga till sitt eget företagsnamn, det vill säga Man Booker Prize. Huvudsponsorn är sedan 2020 stiftelsen Crankstart. Prissumman höjdes 2002 till £ 50 000.

## Nominering och jury
Varje år utses en panel, fortfarande verksamma i litteraturen bestående av en skribent, två förläggare, en litteraturagent, en bokhandlare, en bibliotekarie samt en ordförande tillsatt av stiftelsen. Denna väljer sedan årets jury, som i allmänhet består av framstående litteraturkritiker, akademiker, skribenter och i övrigt framstående offentliga personer.
Prisjuryn sammanställer sedan listan av förlagens begränsade antal nomineringar till en kandidatlista, som sedan gallras. Först presenteras en "lång lista", sedan krymper den ytterligare till en "kort lista" som är de verkliga finalisterna varifrån vinnaren slutligen utses.

## Betydelse av priset
Vinnaren av priset kan i allmänhet förvänta sig internationell framgång med sin bok, och bara att finnas på listan till förslag brukar inverka positivt på efterfrågan. 1993 fick Salman Rushdie "prisernas pris", kvartsseklets bok, för Midnight's Children som han vunnit priset med 1981.
Sedan 2005 finns det ett parallellt pris som delas ut vartannat år, Internationella Bookerpriset (Booker International Prize), som kan tilldelas författare av vilken nationalitet som helst vars verk finns publicerat på engelska. Bland Bookervinnarna finns också flera vinnare av Nobelpriset i litteratur, nämligen Nadine Gordimer (Bookerpriset 1974, Nobelpriset 1991), J. M. Coetzee (Bookerpriset 1983 och 1999, Nobelpriset 2003), William Golding (1980 respektive 1983), Kazuo Ishiguro (1989 respektive 2017) och V.S. Naipaul (1971 respektive 2001).

## Pristagare
| År   | Pristagare           | Svensk titel                | Originaltitel                     | Land                               |
| ---- | -------------------- | --------------------------- | --------------------------------- | ---------------------------------- |
| 1969 | Percy Howard Newby   |                             | Something to Answer For           | Storbritannien                     |
| 1970 | Bernice Rubens       |                             | The Elected Member                | Storbritannien Irland              |
| 1971 | V.S. Naipaul         | Visa mig min fiende         | In a Free State                   | Storbritannien Trinidad och Tobago |
| 1972 | John Berger          | G                           | G.                                | Storbritannien                     |
| 1973 | James Gordon Farrell |                             | The Siege of Krishnapur           | Storbritannien Irland              |
| 1974 | Nadine Gordimer      | Bevararen                   | The Conservationist               | Sydafrika                          |
| 1974 | Stanley Middleton    |                             | Holiday                           | Storbritannien                     |
| 1975 | Ruth Prawer Jhabvala | Hetta                       | Heat and Dust                     | Storbritannien Västtyskland        |
| 1976 | David Storey         |                             | Saville                           | Storbritannien                     |
| 1977 | Paul Scott           | Kvar i Indien               | Staying On                        | Storbritannien                     |
| 1978 | Iris Murdoch         | Havet, havet                | The Sea, the Sea                  | Storbritannien Irland              |
| 1979 | Penelope Fitzgerald  |                             | Offshore                          | Storbritannien                     |
| 1980 | William Golding      | Sjöfarares riter            | Rites of Passage                  | Storbritannien                     |
| 1981 | Salman Rushdie       | Midnattsbarnen              | Midnight's Children               | Storbritannien Indien              |
| 1982 | Thomas Keneally      | Schindlers ark              | Schindler's Ark                   | Australien                         |
| 1983 | J. M. Coetzee        | Historien om Michael K.     | The Life and Times of Michael K   | Sydafrika                          |
| 1984 | Anita Brookner       | Hotel du Lac                | Hotel du Lac                      | Storbritannien                     |
| 1985 | Keri Hulme           | Benfolket                   | The Bone People                   | Nya Zeeland                        |
| 1986 | Kingsley Amis        | De gamla stötarna           | The Old Devils                    | Storbritannien                     |
| 1987 | Penelope Lively      | Måntiger                    | Moon Tiger                        | Storbritannien                     |
| 1988 | Peter Carey          | Oscar & Lucinda             | Oscar and Lucinda                 | Australien                         |
| 1989 | Kazuo Ishiguro       | Återstoden av dagen         | The Remains of the Day            | Storbritannien Japan               |
| 1990 | A.S. Byatt           | De besatta                  | Possession: A Romance             | Storbritannien                     |
| 1991 | Ben Okri             | Den omättliga vägen         | The Famished Road                 | Nigeria                            |
| 1992 | Michael Ondaatje     | Den engelske patienten      | The English Patient               | Kanada Sri Lanka                   |
| 1992 | Barry Unsworth       |                             | Sacred Hunger                     | Storbritannien                     |
| 1993 | Roddy Doyle          | Paddy Clarke Ha Ha Ha       | Paddy Clarke Ha Ha Ha             | Irland                             |
| 1994 | James Kelman         |                             | How Late It Was, How Late         | Storbritannien                     |
| 1995 | Pat Barker           |                             | The Ghost Road                    | Storbritannien                     |
| 1996 | Graham Swift         | Sista beställningen         | Last Orders                       | Storbritannien                     |
| 1997 | Arundhati Roy        | De små tingens gud          | The God of Small Things           | Indien                             |
| 1998 | Ian McEwan           | Amsterdam                   | Amsterdam                         | Storbritannien                     |
| 1999 | J. M. Coetzee        | Onåd                        | Disgrace                          | Sydafrika                          |
| 2000 | Margaret Atwood      | Den blinde mördaren         | The Blind Assassin                | Kanada                             |
| 2001 | Peter Carey          |                             | True History of the Kelly Gang    | Australien                         |
| 2002 | Yann Martel          | Berättelsen om Pi           | Life of Pi                        | Kanada                             |
| 2003 | DBC Pierre           | Vernon God Little           | Vernon God Little                 | Australien                         |
| 2004 | Alan Hollinghurst    | Skönhetens linje            | The Line of Beauty                | Storbritannien                     |
| 2005 | John Banville        | Havet                       | The Sea                           | Irland                             |
| 2006 | Kiran Desai          | Bittert arv                 | The Inheritance of Loss           | Indien                             |
| 2007 | Anne Enright         | Sammankomsten               | The Gathering                     | Irland                             |
| 2008 | Aravind Adiga        | Den vita tigern             | The White Tiger                   | Indien                             |
| 2009 | Hilary Mantel        | Wolf Hall                   | Wolf Hall                         | Storbritannien                     |
| 2010 | Howard Jacobson      |                             | The Finkler Question              | Storbritannien                     |
| 2011 | Julian Barnes        | Känslan av ett slut         | The Sense of an Ending            | Storbritannien                     |
| 2012 | Hilary Mantel        | För in de döda              | Bring up the Bodies               | Storbritannien                     |
| 2013 | Eleanor Catton       | Himlakroppar                | The Luminaries                    | Nya Zeeland                        |
| 2014 | Richard Flanagan     | Den smala vägen mot norr    | The Narrow Road to the Deep North | Australien                         |
| 2015 | Marlon James         | En kort krönika om sju mord | A Brief History of Seven Killings | Jamaica                            |
| 2016 | Paul Beatty          | Svikaren                    | The Sellout                       | USA                                |
| 2017 | George Saunders      | Lincoln i bardo             | Lincoln in the Bardo              | USA                                |
| 2018 | Anna Burns           | Mjölkbudet                  | Milkman                           | Storbritannien                     |
| 2019 | Margaret Atwood      | Gileads döttrar             | The Testaments                    | Kanada                             |
| 2019 | Bernardine Evaristo  | Flicka, kvinna, annan       | Girl, Woman, Other                | Storbritannien                     |
| 2020 | Douglas Stuart       | Shuggie Bain                | Shuggie Bain                      | Storbritannien                     |
| 2021 | Damon Galgut         | Löftet                      | The Promise                       | Sydafrika                          |
| 2022 | Shehan Karunatilaka  | Maali Almeidas sju månar    | The Seven Moons of Maali Almeida  | Sri Lanka                          |
| 2023 | Paul Lynch           | Profetens sång              | Prophet Song                      | Irland                             |
| 2024 | Samantha Harvey      |                             | Orbital                           | Storbritannien                     |